# Unité urbaine de Melle
L'unité urbaine de Melle est une unité urbaine française centrée sur Melle, petite ville du sud-est des Deux-Sèvres.

## Données générales
En 2010, selon l'INSEE, l'unité urbaine de Melle est composée de trois communes, toutes situées dans les Deux-Sèvres, dans l'arrondissement de Niort. À la suite de la création de la commune nouvelle de Melle, elle ne comporte plus qu'une seule commune.

## Délimitation de l'unité urbaine de 2010
L'unité urbaine de Melle est composée d'une seule commune :
| Nom   | Code Insee | Statut           | Superficie (km2) | Population (dernière pop. légale) | Densité (hab./km2) |
| ----- | ---------- | ---------------- | ---------------- | --------------------------------- | ------------------ |
| Melle | 79174      | commune nouvelle | 65,34            | 5 790 (2022)                      | 89                 |

## Sources et références
1. ↑  Unité urbaine 2010 de Melle (79203), sur le site de l'Insee.